# 石川五ェ門 (ルパン三世)
十三代目 石川 五ェ門（いしかわ ごえもん）は、モンキー・パンチの漫画作品およびそれを原作とするアニメ『ルパン三世』シリーズに登場する架空の人物。

## 人物
安土桃山時代の盗賊石川五右衛門から数えて第十三代の末裔。居合の達人。逆手居合、逆手切りを得意とする。
名前も代々受け継がれているとされているが、シリーズにより名称には様々な表記がある。原作では「五右ェ門」。パイロットフィルムでは「五右ヱ門」。『TV第1シリーズ』では「五右ヱ門」（オープニング）/「五ヱ門」（エンディング、第5話サブタイトル）、『TV第2シリーズ』以降の作品では長らく「五右ェ門」表記が基本設定だった。しかし作品によって違いがあるが、TVスペシャルシリーズ以降のアニメ作品においては、ほとんどの場合に「五ェ門」と表記されている。
単に居合だけに止まらず、武道全般に秀でており、テレビアニメシリーズでは忍術（唐忍法）や念力の使用についても言及され、TVスペシャルにおいては優れた動体視力の持ち主としても描かれている。後述のように他者の気配にも鋭く敏感で、目を閉じていても他人が周囲に隠れていることを看破することが多い。
誕生のきっかけは、原作者のモンキー・パンチがアメリカのサンディエゴで開催されたコンベンション（コミコン・インターナショナル）に出かけた際、現地の女性にサインを頼まれたことであり、ルパン三世の顔も即興で付け加えたところ、その女性は落胆。理由を聞くと（日本の漫画なのに）オリエンタルさが無かったとのことで、帰国後すぐに日本らしいキャラクターを付け加えたという。当初は鼠小僧の子孫にする予定だったが、手塚治虫の漫画に敵役としてねずみ小僧が登場していたため、五ェ門に変わったという。

### 原作
第28話「五右ェ門登場」より登場し、師匠である百地三太夫が発見した錬金術の秘密書類、示刀流空手の秘伝書をめぐる敵対の末、第43話（『TV第1シリーズ』第7話）でルパンの仲間になるが、第46話では再びルパンと対決している。
アニメとは外見も性格もかけ離れている。一人称は「オレ」や「わたし」。とくに時代がかった言葉遣いはせず、明るく非常に良識的であり、真面目で純情な坊ちゃんという設定である。なお女性にはあまり興味を示さない。
常に仕込み刀を所持。刀自体は特別ではないが「秘伝鋼鉄斬り」という技によって鉄などの切断が可能。
第76話ではルパンが座っていた椅子を竹光で斬った上に座っていたルパンには傷ひとつ付けないという技を披露したこともある。『新ルパン三世』から刀に「流星」という名前、隕石を原料にした刀という設定が加えられる。第133話に至って初めて「斬鉄剣『流星』」と、斬鉄剣という名前が登場する。上記の示刀流空手の達人でもあり第41話では刀を持った相手の両腕を素手で切断し再起不能にしている。

### アニメ

#### 初出
『TV第1シリーズ』第5話「十三代五ヱ門登場」より登場。初登場時はルパンの命を狙う殺し屋として登場しており、第7話「狼は狼を呼ぶ」の最後でルパンの仲間になる。そのため『ルパンVS複製人間』では「他人にルパンを殺させたくない」といった台詞がある。
『TV第1シリーズ』の企画書に添付されたキャラクター対照表での五ェ門は、明智小五郎や銭形警部と並んで描かれており、初期の映画や同シリーズでは、ルパンの敵か味方か、中盤までわからない展開が用意されていたことをうかがわせる。

#### 容姿
アニメでは白鞘の日本刀「斬鉄剣」を所持（斬鉄剣に関しては下記を参照）しており、この斬鉄剣を使った居合いの斬撃が主な戦闘手段である。
普段着は和服に袴。さらしを巻いて前を大きくはだけている。着物の色はTV第1シリーズでは薄い紫、TV第2シリーズ・PartIII・TVスペシャルでは灰色または白、TV第4シリーズではピンク、PART5では黄色とシリーズごとに異なっている。足下は素足に雪駄である。この服装は南極・北極といった極寒地でもあまり変わることがないが、ルパンに「薄っぺら着物一枚で大丈夫か」と聞かれていた。改まった場では紋付きを着ることもある。なお、愛用の下着は褌（越中）である。
顔は常に真剣な表情でいるが、他のキャラクターと比べて、作品ごとの容貌の違いが大きい。『TV第1シリーズ』では目つきの悪い渋面だったが、『TV第2シリーズ』より変更され見た目、役回りともども二枚目になった。さらに『Part III』では原作（『新ルパン三世』以降）に近い四角い骨格に太い眉、割れたアゴを備えた日本男児然とした風貌となったが、後半ではデザインが変化しシンプルで顎の細いデザインになっている。『LUPIN THE IIIRD』シリーズおよび『ルパン三世 PART IV』・『PART5』ではTV第1シリーズに近い三白眼の渋面となっている。テレビスペシャルでは『バイバイ・リバティー・危機一発!』から『1$マネーウォーズ』まではデザイナーにより差があるものの『TV第1シリーズ』のような三白眼が多く、『アルカトラズコネクション』以降は一部を除き『TV第2シリーズ』に近い細顔で統一されている。幼少の五ェ門を「紅顔の美少年」と表記した小説もある。
変装時などは、ごくまれに洋服を着ることもある。TVスペシャル『アルカトラズコネクション』のエンディングでは、珍しくプライベートで洋服を着ていた。なお正装時は黒の紋付袴だが、きっちりと着こなしており西洋風の中で特に浮いている様子は無い。変装はルパンや次元ほどはしないが、女装も含めて必要な場合には普通にしている（服を着替える程度の場合が多く変装用マスクを被ることは稀である）。また漫画版『ルパン三世S』、『ルパン三世Y』や『ルパン三世M』、『ルパン三世H』、『ルパン三世B』などにおいても、ほぼ、このアニメの性格設定に準拠したキャラクターとなっているが、アニメ同様、作品による容貌の違いが大きく、特に『ルパン三世Y』ではかなりの美男子として描かれている。

#### ルパンとの関係
ルパンファミリーの一員として世界中を飛び回っているが、ルパンとよく行動を共にする次元大介と違って、単独行動または別行動を取ることが多い。役割は進路・退路の確保、敵陣への切り込み、武器破壊、障害物の破壊など、剣の腕を活かした戦闘や特殊任務に就くことが多い。
ルパンとは自身に関する事情によっては敵対する場合もあり『TV第2シリーズ』第55話「花吹雪 謎の五人衆 前篇」では、白波五人衆が武器もなくルパン一味に立ち向かった際「ルパンは峰不二子のために富嶽三十六景を盗んだ。だが自分たちはそんなことをしない。だから大した武器もない自分たちの助っ人になってほしい」と彼らに籠絡されてしまい、続く第56話「花吹雪 謎の五人衆 後篇」ではその一員としてルパンに一騎討ちを挑みルパンを負傷させたが、その後菊子とともに白波五人衆を離反した後に、五人衆の真の狙いは自分を人質にしてルパンが今まで手に入れた宝を横取りすることであると知り、その後ルパンたちの前で、ルパンを負傷させた責任を取り切腹すると言い出したが、介錯を頼まれたルパンは「無抵抗のやつの首をはねても面白く無い」として、ルパンと五ェ門の殴り合いの喧嘩となった。このようにルパンたちに対する仲間意識は強く、『TV第2シリーズ』第112話「五エ門危機一髪」ではルパンの弱点を聞き出すため拷問にかけられるが、「仲間を売るような真似をするくらいなら喜んで死ぬ」として一言も口を割らなかった。さらにTVスペシャル『グッバイ・パートナー』ではアリサを救うため、仲間を裏切った次元に対し「裏切り者は斬り捨てなければ気が済まん」と言っていたが、事情を知った後は「過ぎたことだ」と許していた。TVスペシャル『盗まれたルパン 〜コピーキャットは真夏の蝶〜』では、ルパンに対して「お主、やはり侍であったか」と、ルパンの人柄を認める発言をしている。

#### 性格
基本的に常に冷静沈着である。他のメインキャラクターと比べて口数が少なく、テレビスペシャルによってはほとんどセリフが無い回もある。
どのような理由があっても嘘をつくのを嫌がるという生真面目ぶり（『新ルパン三世』第51話）で、劇画を知らないという世間知らずな一面もある（同第50話）。他人や自分が興味のない人間の悪口はズバッと言う一方で、自分や斬鉄剣、自分が好意を寄せている人間を悪く言われるとすぐに逆上する、実はかなり短気で自分勝手な性格。さらに斬鉄剣が折れたりボロボロになったりすると、自分が未熟であると思い込んで勝手に修行に出かける。ストイックなまでに強さを追い求める姿勢は、映画『七人の侍』に登場する久蔵がもとになっている。

#### 嗜好
筋金入りといってもよいほどの日本文化への強い執着があり、宗教は代々日本神道の家系であり、「生あるものは必ず死ぬ」「諸行無常」などのセリフや、「悟り」を開くことを目標とするなど仏教の影響も多く見られる。また歌舞伎や任侠映画を見るのが好きで、自らの先祖である石川五右衛門や『忠臣蔵』の歌舞伎を見て感涙したこともあるほど。
普段から食事は日本食しか食べようとしないなどの頑固な面があるが、『TV第2シリーズ』ではルパンたちと共にパスタを食べていたり、次元と洋風な肉料理を食べていたりと、『PART5』でもレベッカが用意したピザを食べるなど用意されたものなら日本食以外も食べることがある。ただ、日本食は大好きらしく味噌汁とたくあん恋しさ故に他の食事がのどを通らず、味噌とたくあんを買いに不二子を日本に行かせたり、「バルセロナに来れば日本料理の店があるかも知れん、と言ったのは誰だっけな」とルパンに嫌味を言ったりしている。ハンバーガーやホットドッグを拒否してスーパーマーケットでカップそばを買いに行く時もある。『TV第2シリーズ』第145話「死の翼アルバトロス」にてすき焼きの具でもある牛肉を大量に食した際にはルパンに「ネギ食え、ネギ! 日本人だろうが」と突っ込まれた。TVスペシャル『ワルサーP38』で2週間豆の缶詰だけで生活したときには、久しぶりのご飯と梅干しに感涙していた、また同じ作品では飛行船の爆弾の解除のためにコードを切る時赤か青かで迷っていた中、次元・不二子を押しのけて赤を斬鉄剣で切り解除に成功したが赤を切った理由は「梅干しの色だから」というものであった。また、自分で茶を点てたり、茶請けに羊羹を食べたりもしている。さらに『お宝返却大作戦!!』ではスペインに行ったときはルパンに日本茶を買ってくるよう頼んだが売っておらず、仕方なく買ってきたスペイン茶のにおいが気に入らずルパンに押し付けていた。また、アジトの近くにあった喫茶店からそば粉を譲り受け、自らそばを打ってなし崩し的な形で銭形に振舞ったこともある。
ギャンブルは嫌いではないようで、次元の勧めで行ったラスベガスのカジノで大儲けをしたこともある。スロットマシンで散財した描写が描かれたこともあるが、逆に、非常に優れた動体視力（詳しくは後述）を活かし、スロットを狙い通りに止めてみせるという技を披露したこともある。トランプや麻雀も好きなようで、『TV第2シリーズ』第152話「次元と帽子と拳銃と」の冒頭ではルパンとババ抜きをしている場面がありその際はかなり楽しんでいた。またTVスペシャル『アルカトラズコネクション』では、「金があってこその人生だ」と発言したことや、清楚な雰囲気を漂わせるイカサマ宗教の美人導師に騙され、稼いだ金を持ち逃げされてしまったこともある（TVスペシャル『1$マネーウォーズ』より）。
タバコについて、自らすすんで吸うシーンはないが、口に挿し込まれて吸ったことはある。次元からタバコをもらい吸ったこともあり、『PART5』のエンディングでも不二子の夢とはいえ、タバコを幸せそうに吸っている姿が描かれ、原作でもたまに煙管をふかしているため、非喫煙者ではない模様。酒は日本酒を好み、『TV第2シリーズ』第61話「空飛ぶ斬鉄剣」では不二子が差し入れに持ってきたバーボンを「洋酒は薬臭くていかん」と嫌っていたものの口にすると気に入り盛られていた睡眠薬で泥酔するまで何杯もお代りしており、祝杯の時、仲間たちと共にビールやシャンパンで乾杯するなど場面があった。しかし『TV第4シリーズ』でレオナルド・ダヴィンチが用意した洋酒を不二子が注ごうとした際、断ったり、『PART5』ではルパンと次元がビールに対し、日本酒を用意したり、『PART6』でも五エ門だけ日本酒を飲むなど今でもあまり積極的に飲もうとはしない。
『princess of the breeze 〜隠された空中都市〜』ではラームのために2度にわたって日本に帰りでんでん太鼓や金平糖を買ってくる、『ルパン三世VS名探偵コナン THE MOVIE』ではアジトに来た少年探偵団に（睡眠薬入りとはいえ）お茶を出してもてなすなど子供好きな一面も見られる。

#### 能力
第六感が鋭く、その勘や稀に行う占いはほぼ100%当たる。気配にも敏く、敵や危険に一番初めに気付くことも多い。だが、その分直感的に行動することも少なくないため、罠や策略に嵌りやすい側面もある。
また車や大型自動車、大型機械、飛行機、ヘリコプターなどの操縦を草鞋履きで難無くこなしている。またオリジナルの「水上歩行機」を発案したこともある他、状況によっては機関銃などを使用している場面もある。『TV第2シリーズ』第87話「悪魔がルパンを招くとき」ではヒプノティパペットについてルパンに説明したり『TV第2シリーズ』第138話「ポンペイの秘宝と毒蛇」では歴史考古学にも詳しいと語っている。また、『天使の策略 〜夢のカケラは殺しの香り〜』ではコンピューターを使いこなす場面や、他にも携帯電話やスマートフォンを所持している場面も見受けられる。また漢方薬を作ったり、『TV第4シリーズ』第9話では、重傷を負わせてしまったものの、ヒロインの心臓に取り付けられた小型の爆弾を取り除くなど、医学に関しても優秀である。
また、身体能力は、常人離れしているルパンファミリーの中でも群を抜いて高い。
まず運動能力であるが、雪駄履きでありながら数メートルの跳躍を見せたり逆に飛び降りたりという描写が何度もあり、非常に身軽で、体幹バランスにも優れている。反射速度も速く、例えば高所から落ちた場合でも、ルパンや銭形など他の人物が頭から落ちたり尻餅をつくことが多い中で、五ェ門はほとんどの場合完璧に着地（着地前が正座の状態になっていることも多い）しているだけでなく、後述のように、飛来する弾丸を全て斬鉄剣で防ぐことも頻繁で、ルパンたちも驚くほど人間離れしたスピードを誇る。また、劇場版『ルパンVS複製人間』で張られたロープの上をオートバイと同じ速度で駆け抜けていたり、TVスペシャル『EPISODE:0 ファーストコンタクト』でルパンが運転する車やバイクにも振り切られずに追い続けたりするなど、足の速さも折り紙付きである。
運動能力だけでなく、斬鉄剣を持たない素手の戦闘能力も並外れて高く、示刀流空手の免許皆伝で、手刀にて岩を砕く描写もあり、世界有数の格闘の達人と試合しても負けることはほとんどない。TV第2シリーズ以降に登場したサイボーグや伝説の怪物など人外の敵が相手でもない限り、総じて素手の勝負で敗れる描写は皆無に近い。物体を斬れなかった際に斬鉄剣が折れてしまうこともあるほどに振り下ろす腕力も強く、催眠状態だったとは言え、両手にかけられた手錠の鎖をあっさりと引きちぎるという怪力ぶりも見せたことがあり、連射された銃弾を全て斬鉄剣で切り落とすほどに素早く腕を動かす描写も多い。手刀で岩を砕き巨大な大仏の彫刻を作製したこともある。
そして、視力の良さは常人なら望遠鏡を使って観察するほどの距離を裸眼で確認できるほど（劇場版『カリオストロの城』、他）であり、特に動体視力が超人レベルで、複数の機関銃から放たれた弾丸を全て見切るだけでなく、それを斬鉄剣で切り落とせるほど驚異的である。実写映画『ルパン三世』ではランダムで変化していると思われたレーザー警備網を三日間不眠不休で観察した末にパターンを発見するという常識外れなことも成し遂げている。
その他、視界を封じられても気配で相手の動きを察知したり、相手の超能力（テレパシーなど）を逆感知することもできる。五ェ門自身が直接的な超能力の類を使用する描写などはないが、日々の修行で心身を磨いていることによる精神集中や、敵と対峙した時に斬鉄剣を構える全身から強い気を漲らせることなどはある。さらに、忍者としての訓練も受けていて、上述の驚異的なスピードや動体視力は、それらの修行の積み重ねでさらに磨きが掛けられた賜物でもある。それに伴い、日本古来の忍術や日本史・日本の文化に対する知識も豊富である。
TVスペシャル『グッバイ・パートナー』では、ピアノを弾けるか尋ねられた際に「尺八くらいしか…」と答えていて、尺八の心得はあることが分かる。

#### 口調
「某」「〜ござる」「〜せぬ」「〜殿」「お主」「参る」「おなご」「斯様」などの古風な話し方をする。
決め台詞は「またつまらぬ物を斬ってしまった」。初登場は劇場版第1作『ルパンVS複製人間』。いくつかバリエーションもあり、『バイバイ・リバティー・危機一発!』ではヘリコプターを一刀両断する前に「また、くだらんものを斬ってしまうのか？」と言ったり、『グッバイ・パートナー』では「久しぶりに斬り甲斐のあるものを斬らせてもらった」と言ったりしている。『カリオストロの城』では「今宵の斬鉄剣は一味違うぞ」、また「無益な殺生はせぬ」と言ったこともある。
一人称は作品によってばらつきが大きい。『TV第1シリーズ』や『TV第4シリーズ』『PART5』では「某（それがし）」、劇場版『ルパンVS複製人間』では「私」、これらを除く『TV第2シリーズ』以降は「拙者」もしくは「某」を主に使っている。キャラクター変貌の一片と見ることもできる。また、ルパン三世のことは「ルパン」、次元大介のことは「次元」、峰不二子のことは「不二子」と呼んでいるが「不二子殿」の場合もあり、初登場時は「不二子ちゃん」と呼んだこともある。銭形警部のことは「銭形」と呼んでいるが、作品によっては「銭形殿」「警部」「警部殿」、『TV第2シリーズ』のみは「とっつぁん」などと呼ぶこともある。銭形に関しては、ルパンと同じく敵ながら親しみに似た感情を抱いているようで、『TV第2シリーズ』第98話「とっつぁんのいない日」では、ルパンによって銭形が殺害されたと報じられた新聞を見て、「お主を見損なった」とする発言をしている。とはいえ、その後に「銭形殿が、さぞご無念であったろうと思い…」とルパンと次元の危機に駆けつけ、2人の窮地を救っている。

#### 五ェ門と女性
ルパンの仲間になる前に不二子と対面した時、五ェ門は「拙者は女は斬らん」と言っている。一方で女性を見る目はかなり厳しい。『TV第2シリーズ』では「痘痕（あばた）面の月はごめんこうむる」、老婆ルクレツィア・ボルジアの顔を見て一言「おぞましい顔じゃ…」（第135話「毒薬と魔術とルパン三世」）、体格の並外れて大きい中年の女性ブジ子に対して「ブスタンク」などなど、女性の外見に対して数々の暴言を発している。
原作では作戦上敵の人妻に襲いかかり布団に押し倒して寝ようとするなど（「ラスプーチン」）特に女性に対して苦手という訳でもない。『TV第2シリーズ』第45話「殺しはワインの匂い」ではナンパしたかわい子ちゃんを放って不二子の元に向かったルパンを見て「それならそれで拙者が代わりに（かわい子ちゃんの元へ）行ったのに」と呟いている。『TV第2シリーズ』第110話「激写 これが不二子だ」では、不時着しかけたヌーディストビーチに初めは抵抗を見せるものの不時着後は平然と馴染んでいる。ただし多くのアニメシリーズでは女性の裸体は非常に苦手とされており、『TV第2シリーズ』第112話「五右ェ門危機一髪」では露天風呂に入ってきた女性の影に狼狽した挙句殺し屋に捕まっている。
清純派か清楚な美女に対して純真に好感を抱くことがあり、劇場版『カリオストロの城』では、真面目で心の優しいクラリスに対し思わず「可憐だ…」と呟いている。原作以外の漫画作品においても、『ルパン三世Y』では女性から渡されたバレンタインチョコを満更でもない様子で受け取っていたり、『ルパン三世B』では女性に花束を贈っていたりと、アニメ同様女性には弱い姿が描かれている。
美女に対する甘さが原因で自分の命を危険に晒したことも多く、『TV第1シリーズ』の初登場回では、近づいてきた不二子に篭絡され「不二子ちゃんは某（それがし）のガールフレンド」と口走り、ルパンとの対決にまで発展した。『TV第2シリーズ』第56話｢花吹雪 謎の五人衆 後篇｣においては、白波五人衆の一人、菊子が「自分の父のため」として五ェ門との逃避行を行い、「菊子殿は心根の優しき女性」と菊子に心惹かれているような態度を見せた。だが実は男性であった菊子は五ェ門を吊り天井で殺そうしたが、五ェ門は生還して正体も見破ったため、菊子は開き直って小太刀で勝負を挑むも、五ェ門は返り討ちにした。実はルパン以上に美人に甘く、『TV第2シリーズ』第108話｢哀しみの斬鉄剣｣で浜中奈美がルパンに抱かれたかのような発言をした際、動転して事実確認のためルパン相手に斬鉄剣を振るったこともある。
劇場版『バビロンの黄金伝説』では、中国拳法の使い手でICPO主催のインターナショナル婦人警官コンテストの中国代表・チンジャオと手合わせし、この時は互いに一目惚れしてしまう。その後も盗賊と警察という関係の中で助け・かばい合うが、チンジャオの方は仲間の各国代表の婦人警官たちに警察としてルパン一味の五ェ門にそれ以上入れ込まないよう抑えられる（次元もその場に居合わせた）。五ェ門はチンジャオのことを「忘れまい、大輪の花のような…」と語り、次元から「これは『東洋の奇跡』ってやつだな」と言われた。
OVA版（劇場版）『風魔一族の陰謀』で、墨縄紫と婿入りという形で婚約し結納まで交わしたが、風魔一族との攻防の過程で墨縄家が対賊用に仕込んでいた幻惑ガスの作用により、誤って紫を負傷させてしまい、紫やルパンは気にしないよう五ェ門を諭すが、五ェ門は「全ては自分の未熟さ故」と紫に修行のため結婚延期を願い出る。紫は五ェ門を止めることはできず「待っててあげないからね」と強気に出るが、実はルパンや次元には再会する意思表示をして、旅に出る五ェ門を笑顔で見送りながら、五ェ門の帰りを待つ決心をしていた。この『風魔一族の陰謀』の後、以下のようにTVスペシャルシリーズにて五ェ門は女性と絡む事例が増えるが、その多くは悪党なので銭形と同様に恵まれない展開が多い。
- 第1作『バイバイ・リバティー・危機一発!』 ：秘密結社・スリーメイソンのメンバーのイザベルの美貌に魅せられ、彼女の行きたい所（世界的に見て移動距離は長い）に連れて行ってあげたり、守ってあげたりするも、後に利用されていたことを知って戸惑う。結局イザベルは組織の内部抗争で死亡するが、実は彼女も五ェ門に亡き初恋の男性の面影を見ていた。
- 第4作『ロシアより愛をこめて』：財宝を守る約束で奪われた斬鉄剣のありかを教えてくれたジュディに対して、「いくつになっても、何年修業をしても、恋は素晴らしい…」という言葉を発し、「打てない4番打者みてぇだな」と次元に言われる。ジュディの正体は密かに生き残っていたロマノフ朝の末裔の子孫で、その真意が財宝を使いソ連崩壊直後の貧困に喘ぐ祖国の人々を救済することであったと知り、約束を果たすべく財宝を守った。
- 第6作『燃えよ斬鉄剣』 ：かつての修行仲間で香港マフィアのドン・陳珍忠のパートナーとなった桔梗に騙され、龍の置物を封印することを名目にルパンと敵対した挙げ句、彼女に下腹部を脇差で刺されてしまう。五ェ門は純真だった桔梗が彼女の先祖の裏切り行為を知って豹変してしまっていたことに悲劇も感じており、桔梗が本性を現した際は怒りを見せるも、死亡して海に落ちていく時には悲しげな表情を見せている。
- 第8作『トワイライト☆ジェミニの秘密』：かつての同門仲間でフリーランスの殺し屋となった貞千代の鞭によって衣服を剥がされ、全裸で縄で縛られ吊るされている不二子を助けようとして、照れつつも満更でもない表情を見せる。
- 第10作『炎の記憶〜TOKYO CRISIS〜』：（当該シーンの描写は無いが）斬鉄剣を盗まれており、次元に盗まれた原因を聞かれた際「聞くな。武士の情けだ」と回答。すぐさま「女か…」と見破られ、赤面していた。
- 第12作『1$マネーウォーズ』：仏教系の新興宗教の女性宣教師に惚れ込んでいて浄財集めのためにルパンらの仕事に協力するが、宣教師は五エ門の集めた浄財を持って行方をくらませてしまう。
- 第13作『アルカトラズコネクション』：トップモデルを夢見て活動する売れないモデルのスーザンに惚れて金策に奔走する（船の中で別れる際にキスをしたかのようなシーンもある）が、スーザンの正体は犯罪組織「シークレット・セブン」の一員で、ルパン一味を探るために芝居して五ェ門を騙していただけだった。五ェ門は本性を現して2丁のサブマシンガンで襲撃してきたスーザンを倒す。敗れたスーザンは、直後に次元に敗れて暴発した仲間・ハイエナのナイフが刺さって共に海中へ沈み死亡した。
- 第15作『お宝返却大作戦!!』：敵としてミーシャと対峙している。
- 第17作『天使の策略 〜夢のカケラは殺しの香り〜』：ブラッディエンジェルスの幹部で、妖刀「紅桜」の使い手である辻斬りカオルと対決。彼女に何か思うところがあったのか、その死を見届けた後は「お主とは違う形であいまみえたかった」と発言している。
- 第18作『セブンデイズ・ラプソディ』：全編を通して不二子に頭が上がらなくなっており、不二子に携帯を渡されている、携帯での会話で「ニューヨークでの生活の面倒を見てあげたのは誰なの？」との不二子の言葉に逆らえず一緒にいたルパンを捨てて不二子の元に戻る、次元の「力関係も微妙に変わったか」というセリフに対して恥ずかしながらとでもいうような表情を見せる。終盤にミシェルがルパンに対して言った「10年後に私をア・ゲ・ル」というセリフを受け「うらやましい」とコミカルにぼやいている。
- 第19作『霧のエリューシヴ』：タイムスリップした際に出会ったイセカのことを命をかけて守ろうとした。
- 第23作『東方見聞録 〜アナザーページ〜』：博美が五ェ門に惚れたため、彼女の妹たちが2人を恋人にしようとする。

上記のように五ェ門の婚約が描かれた『風魔一族の陰謀』以降の作品でも、婚約に関する描写は全く登場せず、女性に惚れる描写はかわらず多く描かれており、ルパンや次元たち周囲の人間も、そのことを特に咎めたり疑問を呈するようなこともなく自然に受け入れている。『風魔一族の陰謀』における婚約設定が現在どうなっているのか公式からの明言はないが、これは五ェ門に限った話ではなく、同じく『風魔一族の陰謀』に登場する銭形警部の妻子に関する設定も同様である。また、『ルパン三世』シリーズにおいて、こうした一定しない設定、作品毎に異なる設定、明確にされずに曖昧なままの設定は数多く存在する。

#### その他
世捨て人のような描写が多く、作中では崖の上や塔の先端といった高い場所にいることがしばしばある。
百地三太夫、自然先生など、師匠とされる人物は何人かいるが、過去のことはほとんど語られておらず、家族や出生についても謎が多い。だが『TV第2シリーズ』では、母親は熱心な観音様の信者だったと語っている他、台詞の中で「おばあちゃん」なる人物について語ったこともある。
彼にとって初代石川五右衛門は尊敬すべき先祖であると同時に、ルパンにとっての祖父同様大切な存在であるようで、先祖の浮世絵が絡む仕事を無報酬で引き受けたり、先祖が敗れた泥棒合戦を鼠小僧の子孫と共にやり遂げようとしたりなど、行動の上で先祖の存在が強い動機になることも少なくない。劇中では平泉にある先祖の墓参りに向かうシーンも登場している。
迷信深い一面があり、『TV第2シリーズ』第7話「ツタンカーメン三千年の呪い」でツタンカーメンの黄金マスクを盗んだ時には「呪いがあるのではないか」と心配したり、斬鉄剣に浮かんだ曇りをみて「不吉だ」と仕事を断ったりもしている。しかし、TVスペシャル『盗まれたルパン 〜コピーキャットは真夏の蝶〜』では盗む理由を聞いた際、ルパンにブルズ・アイの呪いについて「怖いんだろ五ェ門」と言われ、「拙者はそんな迷信は信じておらん」とも言っている。
このような「常に和服」「古風な口調や思考」「常人離れした居合の技」「女性が弱点」など、アニメが進むにつれ非常に特徴的な性格設定が施された。特にTVスペシャルがスタートした平成以降のアニメ作品では、盗みより修行を優先するという武士道精神を重んじる描写や、女性に恋をしたり騙されたりという純情さを描いた描写が、多く描かれるようになっている。
長年五ェ門役を演じてきた井上真樹夫はOVA『Master File』でのインタビューで五ェ門を「スタッフ側がいじくりやすかったのか、ストーリーの都合で性格が一番変化させられることが多かったキャラクター」と評している。宮崎駿は劇場版『カリオストロの城』当時のインタビューで、五ェ門を「悟り澄ました顔をしているが、結局人斬りの快感が忘れられない俗物」と評している。

### 居合の達人
五ェ門の身体能力は上記のように並外れており、戦闘にも長けているが、取りわけ、主要流儀とする居合の腕前が、常人ではまず成し得ないほどに高く、彼の大きな特徴とされているほどである。
- 太刀筋がとても正確である。相手の着ている物を、相手の肉体を傷つけずに切り落とし、下着姿（あるいは全裸）にすることもできる。また宝石のカッティングなども見事にこなす。
- 振りがとても速い。太刀筋の正確さもあるが、飛んでくる弾丸を、たとえそれがマシンガンから放たれたものであっても一つ残らず斬り落とすことができる。
- 切断する力が大きい。たとえば自動車などのような、どんなに鋭い刃物でも切るのに大きな力が必要なものであっても斬撃力に劣るはずの逆手で見事に切ってみせる。なお切断能力には斬鉄剣の能力も大いに関わっている。
- 剣の刃渡りを超えるものでさえ斬ってしまう。核ミサイルですら彼にかかれば断ち切られてしまう。剣技の描写が最も超人的である、TVスペシャル『燃えよ斬鉄剣』の劇中では、倒壊するビルを余裕綽々に滅多切りにしていたり、斬鉄剣の素材以上の合金でできたステルス爆撃機を両断している。TVスペシャル『ナポレオンの辞書を奪え』の劇中でもミサイルを三枚に下ろしたこともある。
- 仕込み杖に居合い切り、逆手切りなどの原作・アニメともに共通の設定は映画「座頭市シリーズ」よりの引用である。
- 原作では、竹光で机や椅子を両断したこともあった。
- 斬る時は基本的に無言、または気合いの声と共に行う。滅多に技名を言うことはないが、劇中で必殺剣の名前を披露する時もある（劇場版『バビロンの黄金伝説』やTVスペシャル『燃えよ斬鉄剣』など）。

DVDの解説書などでは「史上（世界）最軽量の機動兵器」と称されている。

## プロフィール
- 身長：180cm
- 体重：63kg
  - 公式サイトより。ただし原作・アニメでは身長・体重の設定はされていない。
- 資格：示刀流空手免許皆伝
- 師匠：百地三太夫 / 示刀流総帥 / 自然先生 / 不空導師
- 苦手なもの:トマトケチャップ/女性の裸体[注 13]
- 髪：肩ぐらいの長髪。白髪が沢山あるときとないときが見受けられる。劇場版第1作では濃い目の色の茶髪だった。

## 斬鉄剣に関して
原作『ルパン三世』（特に初期）が細かい共通設定を持たずに始まったことを経て、アニメ化されてからも斬鉄剣に関する設定は途中の各エピソードで複数描かれている。「何でも斬ることができる」という設定も話によって変わったりするため、「どんな硬い物であろうと斬ることのできる刀」と言われながら、実際には切れない物が存在する（主にこんにゃくや女性など）。それらが登場した後も必ず「某（もしくは斬鉄剣）に斬れぬ物はない」と言う。

### 製法
原作『新ルパン三世』
名称を「流星・斬鉄剣」とし、鉄をも斬るとされる流れ星の金属から作った刀と語られた。
アニメ版は下記のように複数の設定が存在する。
TV第1シリーズ
第5話
五ェ門の発言によれば、斬鉄剣は「虎徹」・「良兼」・「正宗」という3本の名刀を一緒に熔かして打ち直した物とされている。「良兼」は史実には存在しない。
第7話
ルパン二世が開発し秘伝書に記した「鉄を斬る刀の製法」を示刀流が奪い、示刀流が作り出したものと判明した（第5話で五ェ門が語った「虎徹・「良兼」・「正宗」との関係は語られていない）。
示刀流では斬鉄剣の量産化も行っていることが語られる。

TVスペシャル『燃えよ斬鉄剣』
五ェ門の先祖が発明した特殊合金から作られたと判明した（特殊合金とTV第1シリーズ第5話・第7話での製法との関連は不明）。
TVスペシャル『EPISODE:0 ファーストコンタクト』
東洋に伝わる「クラム・オブ・ヘルメス」なる秘伝の金属で作られていると語られる。その金属の製法の秘伝書を収めて密封された筒も「クラム・オブ・ヘルメス」で作られており、それを斬って開けるための唯一の鍵が斬鉄剣であった。ただし、終盤では本編のあらすじ自体がルパンの作り話であることが示唆され、真偽がうやむやになった一方、筒そのものは実在することも明らかになった。
TVスペシャル『グッバイ・パートナー』
量子コンピューター内の人工知能エミルカのスキャンでは、TV第1シリーズでの五ェ門の発言通りに、「虎徹・良兼・正宗」で構成されていることが明かされる（TV第1シリーズ第7話での製法や、TVスペシャル『燃えよ斬鉄剣』での特殊合金との関連などは、語られておらず不明）。
劇場用アニメ『ルパン三世 THE FIRST』
原作と同じく鉄隕石（隕鉄）が材料と判り、銭形警部もその情報を知っていた（TV第1シリーズ第5話・第7話・TVスペシャル『燃えよ斬鉄剣』・『グッバイ・パートナー』での材料・製法との関連は不明）。

### 形状
石川五ェ門の所持する斬鉄剣は白鞘に収められている。数多くの異なる設定が混在する斬鉄剣において、唯一全作品で共通する点である。 LUPIN THE IIIRD 血煙の石川五ェ門では装丁のある刀だったが、破壊されて白鞘となった。
その後、自分たちの命を狙うホークへの対抗手段として期待をかけたルパンと次元に見守られながら、斬鉄剣を白鞘して、自殺にも等しい修行に勤しむ。
刀身の反りはほぼ直線か真っ直ぐに近い曲線である。刀身が直線であれば鞘もまた直線であるため、その場合は納刀状態で杖に見える。ゆえに、時として斬鉄剣は仕込み刀として紹介されることもある。
なお、『TV第1シリーズ』7話でルパン二世が所持しているものは短剣の形状をしており、示刀流で造られている物は通常の日本刀のように拵が存在している。

### 特性
この剣には雄刀と雌刀がある。五ェ門が所持しているのは雄刀で、300年に一度切れ味が鈍るが、両刀を一夜添い寝させることで切れ味が戻る（『TV第2シリーズ』第131話「二人五右ヱ門斬鉄剣の謎」より。ただし雌刀は添い寝の直後、所持者とともに硫酸のプールに落ちて消滅してしまったため、五ェ門の持つ雄刀の寿命もあと300年に確定したことになる）。『ルパンVS複製人間』では折れてしまった際に「直せばいいだろ」と言われて五ェ門本人も否定しておらず、通常の破損程度なら修復はそれほど難しいわけではなく、他のルパン一味にもそれは知れ渡っている。なお、同作で高出力のレーザービーム（人間を骨すら残さず焼滅させるほどの）を跳ね返す描写から非常に耐熱性や反射率が高いということも判明しており、『TV第2シリーズ』第108話「哀しみの斬鉄剣」では斬鉄剣が鋼鉄をも容易く斬り裂く秘密は刀身の温度にあり（通常の刀や五ェ門の体温と比べても非常に高い）、内包している熱が切断力の向上に一役買っていることが明かされた。

### 切れ味
多くのストーリーで、斬鉄剣は使い手である五ェ門とともに様々な硬い物を切断している。今まで切断された物の中には、例えばダイヤモンドのようにとても硬い物、風・雷・水・火などの現実では切る事の出来ない物、飛行機やビルのように明らかに刀身より大きい物などがあり、いずれも現実では切断は不可能な物ばかりである（刀身より大きい物に至っては、ただ切れやすいというだけではなぜ切断できたか説明がつかない）。また遥か遠方にある人工衛星や流れ星を斬ったこともある（流れ星の時は流石にルパンも「ウソ! そりゃウソだ!」と漏らしているが、『ルパン三世vs名探偵コナンTHE MOVIE』のオープニングでは実際に月を斬っている）。技は、「秘剣竜巻返し」、「秘剣稲妻切り」などがある。
一方で、切断に失敗しているケースもある。ほとんどは対象物が斬鉄剣の切断能力を上回る硬さだったという理由であるが、『ルパンVS複製人間』や『天使の策略 〜夢のカケラは殺しの香り〜』では失敗後、自分の腕が未熟だったと本人が言ったり、『ヘミングウェイ・ペーパーの謎』ではパンドラの箱（金色の宝箱）の切断に何度も試している描写もあるので、理論上切れる物体でも切り方が悪いと切断できないようである。
切断に失敗した時などに折れたり刃こぼれすることがあり、その度修理したりする。『TV第1シリーズ』第15話「ルパンを捕まえてヨーロッパへ行こう」で床に仕込まれた特殊な防弾ガラスが確認される最初の切断失敗例であり、『TV第2シリーズ』第14話「カリブ海の大冒険」でジャンボ・ルビーを斬ろうとした際、初めて刃こぼれが生じた。第19話「十年金庫は破れるか」に出てくるタマゴ型金庫なども、次元のマグナム・五ェ門の斬鉄剣を共に受け付けなかった。
『グッバイ・パートナー』の人工知能エミルカの分析では斬鉄剣の構造・組成的に分厚い防護扉の切断は不可能という解析結果が出て再度切断を試みたかったが、それに対して五ェ門は「カラクリごときに分かるまい！某はそのために日々修行を積み、この斬鉄剣と向き合っているのだ！」と力強く返答。このため、斬鉄剣の切れ味はAIにも理解不能な五ェ門の日々の修行と斬鉄剣と向き合ってきた賜物とされ、実際に『燃えよ斬鉄剣』で斬鉄剣以上の硬さの超斬鉄合金を切断することに成功している。

### 逸話
五ェ門は斬鉄剣を非常に大切にしており、『TV第2シリーズ』第61話「空飛ぶ斬鉄剣」で不二子によって斬鉄剣が盗まれた時は自殺騒ぎまで起こしている（この時盗まれた斬鉄剣は、不二子に依頼したギャングを経由して武器の生産会社の手に渡り、同社の利益拡大のためにリモコン飛行機に装着された状態で用いられ、中央アフリカの前線基地の軍事施設を破壊して、仲の悪い2つの国の緊張を高め無理やり戦争を引き起こそうとする悪事に使われた）。『TV第2シリーズ』第19話のみ、金庫職人錠太郎の作った卵形金庫を切ることができず折れてしまったが、命よりも大切にしている割に、その時は嘆きもせず折れた斬鉄剣をゴミのように投げ捨てていた。
他にも、『PartIII』第26話と第38話、TVスペシャル『炎の記憶〜TOKYO CRISIS〜』で盗まれている。またTVスペシャル『ロシアより愛をこめて』では、竹光にすりかえられたことがある。
『PartIII』第37話では、銭形から強力な瞬間接着剤入りの銃弾を受け、斬鉄剣が抜けずそのまま銭形に敗れたというエピソードがある。
『PartIII』第46話では、ルパンたちが復元したゼロ戦のプロペラとしても活躍している。
劇場版『ルパンVS複製人間』では、合金チョッキこそ切れなかったものの、相手の顔面を切るという技を見せている（劇中では画面を切り、相手側の視点から切られた演出を使っている）。しかしその後斬鉄剣の剣先が折れてしまった（この剣先は後にルパンの命を救う）。なお、『TV第2シリーズ』第56話では、斬鉄剣のほかに、小太刀を持っていることが分かる。

### 斬鉄剣で切れない物一覧
2007年8月15日放送の『世界一キモいクイズ』にて、コンニャクが唯一切れない（しかし漫画『ルパン三世H』第1巻では、切れなかったものの、ほんの数秒だが傷を入れることができている）と回答されていたが、実際に作中では下記の物が斬られていない。また斬れても再生したものや失敗に終わったものも含まれている。
TV第1シリーズ
- 金満邸の屋敷の床板（第15話）

TV第2シリーズ
- 超人間化したスコーピオン総帥ミスターX（第1話。素手で受け止められ折られる）
- ジャンボ・ルビー（第14話）
- 飛行船のシャッター（第15話）
- 卵形金庫（第19話）
- ゾンビ（第14話、第51話など。切れたが再生してしまったこともある）
- 吸血鬼（第34話）
- 墓場の落とし穴の蓋（第51話）
- コンニャク（第61話）
ギャングに盗まれてリモコン飛行機に装着された斬鉄剣に対し、ルパンたちは大量のコンニャクでコーティングしたセスナ機で突っ込み、斬鉄剣を奪還する荒業を見せた。なおコンニャクだけが切れないというのはこの第61話のみの設定だが、「良く切れる刀が唯一切れないのがとても柔らかいコンニャク」というおかしさからたびたび他のメディアで紹介され、有名となっている。
- 銭形の投げ手錠（第97話。手錠が斬鉄剣の切っ先から柄のほうへ、切れるでもなく回りながら伝って手首にかかった）
- インベーダー金庫（第111話）
- マイアミ銀行の金庫（第143話。ただしこれは「高周波振動装置を備えた金庫」ということからのシミュレーション上の話であり、実際に斬りつけたわけではない）
- 超硬質ガラス（第148話。ただし全く切れないわけではなく、傷を入れることはできた。何度も斬りつけてようやく「崩す」ことができたが、代償として五エ門が脱臼してしばらく斬鉄剣を使えない状態になってしまった）

ルパン三世 PARTIII
- 銭形の作った巨大ガムテープ（第13話。切れてはいるが粘着剤がまとわりついている）
- ベイルート移動銀行の壁（第23話。ただし、キャタピラと銀行のつなぎ目は切れる）
- 特殊防弾ガラス（第47話）
- ピンカートンの金庫（第45話）

TVスペシャル版
- パンドラの箱（『ヘミングウェイ・ペーパーの謎』。ただし、最終的には何気ない軽い一撃で真っ二つに割れた）
- 超斬鉄合金（『燃えよ斬鉄剣』。ただし、最終的には同じところを寸分の狂いもなく何度も斬るという五ェ門の技により切断に成功）
- 貞千代の脇差（『トワイライト☆ジェミニの秘密』。根元からたたき折られる。貞千代は五ェ門のかつての同門で、かなりの実力と才能を有していた上、脇差も斬鉄剣と同じ素材で作られていたことが仇となった）
- オリジナル・メタル（『天使の策略 〜夢のカケラは殺しの香り〜』。ルパンがオリジナル・メタルの切断を依頼し挑戦したが、逆に刃こぼれしてしまった。五ェ門はこのオリジナル・メタルの硬度を逆利用し、斬鉄剣の研ぎ石として利用した）

劇場版
- 合金チョッキ（『ルパンVS複製人間』）
同作品で、上記の合金チョッキによって剣先が折れ、折れた部分はルパンがもらい受けた。この刃先は、ルパンとマモーとの戦いで使用され、ルパンはマモーの発射したレーザーを反射して防御・反撃した。
- 漂流島の防御システム（『DEAD OR ALIVE』。厳密には切れたがナノマシンの自己修復機能によって再生してしまった）

なおダイヤモンドに関しては、『PartIII』第22話において「さすがに切れない」とされたが、それ以前の『TV第2シリーズ』では、巨大なダイヤモンド原石にブリリアントカットを施し、さらには銃弾型にカッティングしたこともある（実際のダイヤモンドは劈開面なら普通の刃物でも切れる〈割れる〉）。他にも『バイバイ・リバティー・危機一髪』のスーパーエッグや『グッバイ・パートナー』のタイムクリスタルも切断しており、特にタイムクリスタルごと量子コンピューターを切断した際、「久々に斬り甲斐のあるものを斬らせてもらった」と満足げであった。

## 配役

### メイン
初代
- 大塚周夫（TV第1シリーズ）
  - TVシリーズ（『ルパン三世 (TV第1シリーズ)』）

二代目
- 井上真樹夫（TV第2シリーズ - 2010年スペシャル）
  - TVシリーズ（『ルパン三世 (TV第2シリーズ)』『ルパン三世 PARTIII』）
  - TVスペシャルシリーズ（第1作『ルパン三世 バイバイ・リバティー・危機一発!』 - 第21作『ルパン三世 the Last Job』）
  - 劇場版シリーズ（第1作『ルパン三世 ルパンVS複製人間』 - 第6作『ルパン三世 DEAD OR ALIVE』、※第4作『ルパン三世 風魔一族の陰謀』を除く）
  - OVA（第2作『ルパン三世 生きていた魔術師』、第3作『ルパン三世 GREEN vs RED』、『ルパン一家勢揃い』）

三代目
- 浪川大輔（2011年 - ）
  - TVシリーズ（『LUPIN the Third -峰不二子という女-』『ルパン三世 PART IV』『ルパン三世 PART5』『ルパン三世 PART6』）
  - TVスペシャルシリーズ（第22作『ルパン三世 血の刻印 〜永遠のMermaid〜』 - ）
  - 映画（『ルパン三世VS名探偵コナン THE MOVIE』、『LUPIN THE IIIRD 血煙の石川五ェ門』、『ルパン三世 THE FIRST』、『LUPIN THE IIIRD THE MOVIE 不死身の血族』）
  - OVA（『ルパンは今も燃えているか?』）

### その他の声優
- 納谷悟朗
  - パイロットフィルム（シネマスコープ版）
- 小林修
  - パイロットフィルム（TV版）
- 塩沢兼人
  - OVA、劇場版シリーズ（第1作、第4作『ルパン三世 風魔一族の陰謀』）
- 堀井真吾
  - 『ルパン三世 D2 MANGA』
- FROGMAN
  - 『ルパンしゃんしぇい』

### 俳優
- 影山ヒロノブ
  - ミュージカル『ルパン三世 I'm LUPIN』
- 綾野剛
  - 実写映画『ルパン三世』
- 彩凪翔
  - ミュージカル『ルパン三世 -王妃の首飾りを追え!-』
- 尾上松也（2023年）、尾上右近（2025年予定）
  - 新作歌舞伎『流白浪燦星』(ルパン三世)

### 英語吹替版
- アール・ハモンド
全日空機内上映版 - 『ルパンVS複製人間』
- カーク・ソーントン
ストリームライン・ピクチャーズ版 - 『ルパンVS複製人間』
- スティーブ・クレイマー
ストリームライン・ピクチャーズ版 - 『ルパン三世 カリオストロの城』、『ルパン三世 (TV第2シリーズ)』
- レックス・ラング
パイオニア版 - 『ルパン三世 (TV第2シリーズ)』、『ルパン三世 ルパンVS複製人間』、『ルパン三世 カリオストロの城』、『ルパン三世 魔術王の遺産』
- リチャード・エプカー
マンガ・エンターテイメント版 - 『ルパン三世 カリオストロの城』
- ギャリック・ヘイゴン
マンガ・エンターテイメントUK版 - 『ルパン三世 ルパンVS複製人間』、『ルパン三世 バイバイ・リバティー・危機一発!』
- マーク・フランクリン
アニメイゴ版 - 『ルパン三世 風魔一族の陰謀』
- マイク・マクファーランド（英語版）
ファニメーション版 - 『ルパン三世 くたばれ!ノストラダムス』、『ルパン三世 DEAD OR ALIVE』、『ルパン三世 ルパン暗殺指令』 - 『ルパン三世 1$マネーウォーズ』、『LUPIN the Third -峰不二子という女-』